# UFC 99
UFC 99: The Comeback è stato un evento di arti marziali miste organizzato dalla Ultimate Fighting Championship che si è tenuto il 13 giugno 2009 alla Lanxess Arena di Colonia, Germania.

## Retroscena
È stato il primo evento UFC tenutosi in Germania e nell'Europa continentale.
L'evento segnò il ritorno in UFC di Mirko "Cro Cop" Filipović, il quale lasciò la promozione statunitense nel 2007 per tornare a combattere in Giappone nella Dream.
Cain Velasquez avrebbe dovuto affrontare Heath Herring, ma a causa di una malattia quest'ultimo diede forfait e venne sostituito con Cheick Kongo.

## Risultati

### Card preliminare
- Incontro categoria Pesi Welter:  John Hathaway contro  Rick Story

Hathaway sconfisse Story per decisione unanime (29–28, 29–28, 29–28).
- Incontro categoria Pesi Massimi:  Denis Stojnić contro  Stefan Struve

Struve sconfisse Stojnić per sottomissione (strangolamento da dietro) a 2:37 del secondo round.
- Incontro categoria Pesi Leggeri:  Paul Kelly contro  Rolando Delgado

Kelly sconfisse Delgado per decisione unanime (30–27, 29–28, 29–28).
- Incontro categoria Pesi Welter:  Paul Taylor contro  Peter Sobotta

Taylor sconfisse Sobotta per decisione unanime (30–27, 30–27, 30-27).
- Incontro categoria Pesi Leggeri:  Dennis Siver contro  Dale Hartt

Siver sconfisse Hartt per sottomissione (strangolamento da dietro) a 3:23 del primo round.
- Incontro categoria Pesi Leggeri:  Terry Etim contro  Justin Buchholz

Siver sconfisse Hartt per sottomissione (strangolamento D'Arce) a 2:38 del secondo round.

### Card principale
- Incontro categoria Pesi Welter:  Marcus Davis contro  Dan Hardy

Hardy sconfisse Davis per decisione divisa (29–28, 28–29, 29–28).
- Incontro categoria Pesi Leggeri:  Spencer Fisher contro  Caol Uno

Fisher sconfisse Uno per decisione unanime (29–28, 29–28, 29–28).
- Incontro categoria Pesi Welter:  Mike Swick contro  Ben Saunders

Swick sconfisse Saunders per KO Tecnico (colpi) a 3:47 del secondo round.
- Incontro categoria Pesi Massimi:  Mirko Filipović contro  Mostapha al-Turk

Filipović sconfisse al-Turk per KO Tecnico (colpi) a 3:06 del primo round.
- Incontro categoria Pesi Massimi:  Cain Velasquez contro  Cheick Kongo

Velasquez sconfisse Kongo per decisione unanime (30–27, 30–27, 30–27).
- Incontro categoria Catchweight (195 lb):  Rich Franklin contro  Wanderlei Silva

Franklin sconfisse Silva per decisione unanime (30–27, 29–28, 29–28).

## Premi
I seguenti lottatori sono stati premiati con un bonus di 60.000 dollari:
- Fight of the Night:  Rich Franklin contro  Wanderlei Silva
- Knockout of the Night:  Mike Swick
- Submission of the Night:  Terry Etim